# Sawo (Sawo)
Sawo is een bestuurslaag in het regentschap Nias Utara van de provincie Noord-Sumatra, Indonesië. Sawo telt 699 inwoners (volkstelling 2010).